# 極道渡世の素敵な面々
『極道渡世の素敵な面々』（やくざとせいのすてきなめんめん）は、1988年6月11日に東映から公開された陣内孝則主演の日本映画である。

## スタッフ
- 監督：和泉聖治
- 企画：天尾完次
- 原作：安部譲二
- 脚本：松本功、平川輝治、和泉聖治
- 撮影：姫田真佐久
- 照明：山口利雄
- 美術：中村州志
- 編集：西東清明
- 音楽：久石譲
- 助監督：竹安正嗣

## 出演
- 坂井亮：陣内孝則
- 小宮圭子：麻生祐未
- 神埼弘三：室田日出男
- 井上和芳：小野ヤスシ
- 浅見英二：桜金造
- 田口貢：我王銀次
- 白石：誠吾大志
- 若井：殺陣剛太
- 太田：斎藤四郎
- 林：町田政則
- 黄：林家しん平
- さやか：水島裕子
- かおる：清水ひとみ
- 梶山栄：河合絃司
- 庄司文也：本田博太郎
- 南吉春：片桐竜次
- 根本寿夫：グレート小鹿
- 池上稔：上野淳
- 張春橋：敏いとう
- 中川明代：中原理恵
- 三浦ユカ：石倭裕子
- 金子保：長倉大介
- 西村国夫：松原一馬
- 石川勝：倉崎青児
- 村井女医：鷲尾真知子
- 不動産屋：三好鉄生
- ヒットマン：中井貴一
- 有賀清志：安部譲二
- 有賀弥栄子：あべ静江
- 横田宏：伊東四朗
- 木戸慎一郎：成田三樹夫
- 中川伸光：日下武史
- 牧師：安藤昇

## 主題歌・挿入歌
- 甲斐よしひろ「I.L.Y.V.M.（アイラブユーヴェリーマッチ）」（発売元：東芝EMI）
- 甲斐バンド「ちんぴら」（発売元：東芝EMI）

## ビデオ発売
- 東映ビデオより、税抜き13,390円で発売されていた[1]。